# باسل مالكوم آرثر
باسل مالكوم آرثر (بالإنجليزية: Basil Malcolm Arthur)‏ البارون الخامس (ولد في تيمارو- نيوزيلندا يوم 18 سبتمبر من العام 1928)، شغل منصب رئيس مجلس النواب النيوزيلندي من 1984 وحتى 1985. كما أنه كان عضواً في حزب العمل، وينحدر آرثر من اسرة ثرية فوالده كان مالكاً لأحد الفنادق، وقد ورث لقب البارون الرابع في 1941، وورث آرثر اللقب بدوره بعد وفاة والده في 1949. ومع ذلك، أظهر تفضيله للأعمال الكادة، واستغل لقبه بنسبة قليلة. 